# Bogdan Norčič
Bogdan Norčič (né le 19 septembre 1953 et décédé le 6 avril 2004) est un ancien sauteur à ski yougoslave.

## Palmarès

### Jeux olympiques
| Épreuve / Édition | Lake Placid 1980 |
| Petit Tremplin    | 45e              |
| Grand Tremplin    | 38e              |

### Coupe du Monde
- Meilleur classement final: 20e en 1980.
- Meilleur résultat: 2e.